# Butte du Calvinet
Pour l’article homonyme, voir Calvinet.
La butte du Calvinet – souvent désignée comme le coteau ou la colline de Jolimont, de Guilheméry ou encore de Montaudran – est une colline isolée située dans l'est du territoire de la commune de Toulouse, dans le Midi de la France. Cette colline molassique s'étend sur un peu plus de 6 kilomètres, selon un axe sud-sud-est/nord-nord-ouest, entre les quartiers de Montaudran au sud et de Jolimont au nord. Elle sépare ainsi les vallées de la Garonne, à l'ouest, et de l'Hers-Mort, à l'est. Elle culmine à 206 mètres, dans le quartier du Château-de-l'Hers.
La butte du Calvinet est aujourd'hui presque entièrement urbanisée, gagnée par l'extension de la ville de Toulouse, principalement entre le XIXe et XXe siècles.

## Toponymie
Le nom de Calvinet s'applique plus précisément à la partie nord de la butte, aujourd'hui les quartiers de la Colonne et de Jolimont. 
À partir du XVIIe siècle, on lui donne le nom, dans sa partie centrale, de Guilheméry, qui désigne aujourd'hui le quartier qui s'étend sur le coteau ouest de la butte, entre l'avenue de la Gloire au nord, et les avenues Camille-Pujol et de Castres au sud. À l'origine, ce nom ne s'appliquait qu'à un puits ou une fontaine publique. Peut-être se trouvait-il à proximité d'un domaine appartenant à un certain Guilhem Erys, notable toulousain du XVe siècle qui avait sa maison forte dans la cité, rue de la Hache.

## Géographie

### Géologie
La butte du Calvinet est constituée de molasses, des roches sédimentaires composées d'argile, de sable et de calcaire. Elles ont été apportées dans la deuxième moitié de l'ère tertiaire, il y a environ 34 millions d’années, par les cours d'eau descendant des Pyrénées et elles se sont accumulées dans le bassin aquitain, qui était alors recouvert par la mer. Ces molasses constituent aujourd'hui des collines aux formes molles, les terreforts, que l'on retrouve au sud – coteaux de Pech-David – et à l'est de Toulouse – coteaux du Lauragais, dont la butte du Calvinet constitue un fragment isolé par la vallée de l'Hers.

### Hydrologie
La butte du Calvinet est parcourue de ruisseaux, qui s'écoulent à l'ouest vers la Garonne, et à l'est vers l'Hers. Dès l'Antiquité, les eaux du secteur de Guilheméry sont utilisées pour alimenter la ville romaine de Tolosa : un aqueduc est aménagé pour alimenter une fontaine à l'est de la cité. À partir du milieu du XVIe siècle, les eaux de l'aqueduc alimentent la fontaine de la place Saint-Étienne, le griffoul (grifol, « fontaine publique » en occitan).
À l'est, une source, la Font Savi, coulait des hauteurs de Jolimont vers les Argoulets où elle se jetait dans l'Hers.
À la fin du XIXe siècle, plusieurs réservoirs et châteaux d'eau sont construits, pour servir de réserves d'eau potable :
- le réservoir de Périole, qui culmine à 165 mètres, se trouve au no 2 rue des Archives. Il est construit en 1892, puis agrandi en 1932 par les Charpentiers toulousains[4], pour une capacité totale de 13 000 m3. Désaffecté dans les années 1960, il abrite depuis 1994 les archives municipales de Toulouse ;
- le réservoir de Guilheméry, qui culmine à 200 mètres, se trouve au no 2 rue du Réservoir (actuellement au no 5 rue garrigou). Il est construit en 1882[5] ;
- le réservoir et le château d'eau de Bonhoure, qui culmine à 200 mètres, se trouvent au no 2 chemin Sansou et no 73 chemin des Fontanelles. Le réservoir est construit en 1891 et agrandi en 1905, pour une capacité totale de 16 000 m3. Il est géré par Veolia ;
- le réservoir et le château d'eau de Moscou, qui culmine à 203 mètres, se trouve au no 138 avenue Raymond-Naves et au no 2 chemin de Lafilaire. Désaffecté en 1984, il est vendu par la mairie en 2014 et transformé en habitation[6] ;
- le réservoir et le château d'eau de la Terrasse, qui culmine à 192 mètres, se trouve au no 66 rue Édouard-Lartet. Il est géré par Veolia.

## Histoire

### Antiquité
À la période gauloise, la butte du Calvinet reste à l'écart de l'urbanisation de la première Tolosa, dont le centre se trouve à Vieille-Toulouse, et dont un quartier artisanal et commercial s'étend entre les actuels quartiers Saint-Roch et Saint-Sauveur. La refondation de Tolosa, probablement par l'empereur romain Auguste, entre 10 avant J.-C. et 14 après J.-C., sur le site actuel en bord de Garonne, laisse la butte du Calvinet à l'écart. Il montre cependant l'intérêt qui est porté aux eaux et aux sources de la butte. Un aqueduc – connu comme l'aqueduc de Guilheméry – est construit au début du Ier siècle afin d'alimenter les quartiers à l'est de la cité, où se trouve un important centre cultuel (emplacement des actuelles cathédrale et place Saint-Étienne).

### Moyen Âge et période moderne
Au XIIe siècle, un village se développe au sud de la butte, autour de l'église de Montaudran, qui relève du chapitre de la cathédrale Saint-Étienne. Le village de Montaudran se développe et l'église est reconstruite en 1676. Le chapitre de Saint-Étienne y possédait une grange, sur le chemin de la Terrasse, effondrée pendant l'hiver 1937-1938. 

### Époque contemporaine
- Télégraphe optique de Claude Chappe, ligne Bordeaux-Avignon, 1834-1853
- Redoutes : lors de la bataille de Toulouse, le 10 avril 1814, plusieurs redoutes sont aménagées sur les hauteurs de la butte du Calvinet : la Grande Redoute sur le plateau de la Colonne-Jolimont, était accessible par le chemin des Redoutes (actuelles rues Bernard-Ortet et Benjamin-Baillaud) ; la Redoute Triangulaire, les redoutes du Mas du Colombier, du Mas des Augustins, des maisons Saccarin et Cambon, de Caraman sur la route de Castres, et de la Sipière[8].

En 1822, on conçoit le projet de faire de Toulouse une place forte et de bâtir, sur les hauteurs de la butte du Calvinet, entre le chemin de la Gloire (actuelle avenue de la Gloire) et le chemin de la Menuisière (actuel chemin de Heredia), une citadelle comportant six bastions et quatre demi-lunes. Au sud, la citadelle aurait été reliée par des fortifications à l'ancienne porte Montoulieu et, au nord, à l'écluse Bayard sur le canal du Midi. Le projet est cependant abandonné,.

## Environnement
- Jardin Charles Gaspard
- Jardin Félix Tisserand
- Jardin Pierre Rous
- Parc de la Coquille
- Parc Félix Lavit
- Parc de l'Observatoire de Jolimont
- Parc de la Villa Méricant
- Square Vincenzo Tonelli
- Jardin Sacarin
- Square de la place Pinel

## Patrimoine
- Colonne de Toulouse
- Observatoire de Toulouse
- Cimetière de Terre-Cabade